# Ewald Schalk
Ewald Schalk (* 4. Dezember 1970) ist ein österreichischer Politiker der Freiheitlichen Partei Österreichs (FPÖ). Vom  17. Dezember 2019 bis zum 18. Mai 2021 war er Abgeordneter zum Landtag Steiermark.

## Leben
Ewald Schalk ist als Landwirt tätig. 2016 wurde er FPÖ-Ortsparteiobmann in Bad Waltersdorf, wo er auch zum 2. Vizebürgermeister gewählt wurde. Im Bezirk Hartberg-Fürstenfeld fungiert er als FPÖ-Bezirksparteiobmann-Stellvertreter, bis 2017 war er Obmann Stellvertreter der Freiheitlichen Bauernschaft (FB) Steiermark.
Bei der Landtagswahl 2019 kandidierte er auf dem 17. Listenplatz der Landesliste sowie hinter Spitzenkandidat Mario Kunasek nach dem Rückzug von Anton Kogler auf dem zweiten Listenplatz im Landtagswahlkreis 2 (Oststeiermark).
Am 17. Dezember 2019 wurde er zu Beginn der XVIII. Gesetzgebungsperiode als Abgeordneter zum Landtag Steiermark angelobt, wo er Mitglied im für Wirtschaft und Wissenschaft und in den Ausschüssen für Petitionen, Landwirtschaft, Infrastruktur sowie Finanzen wurde. Im FPÖ-Landtagsklub war er für die Bereiche Senioren, Tourismus und Wirtschaft zuständig. Im Mai 2021 legte er sein Mandat zurück, um sich auf seinen landwirtschaftlichen Betrieb zu konzentrieren. Im Landtag rückte Herbert Kober für ihn nach.